# ジェフリア
ジェフリア（Giuffria）は、アメリカで1981年から1987年まで活動していたロック・バンド。1984年のファースト・アルバムで26位（Billboard 200）を獲得したが、セカンド・アルバムの失敗後に解散。メンバーのルックスがよく実力もあったが、音楽性がジャーニーに近過ぎたことなどから賛否両論が激しく、メンバー・チェンジの影響もあり活動期間はわずか6年間に留まっている。楽曲「コール・トゥ・ザ・ハート」が有名である。

## 略歴
1970年代にヒットしたヘヴィメタル・バンド、エンジェルで活動していたキーボーディストのグレッグ・ジェフリアは、エンジェル解散後、スタジオ・エンジニアとして目立たずに働いていた。1980年代に入り、ロック・シーンがヘヴィメタル一色となると、グレッグは1984年にデビューしたヘヴィメタル・バンド、ホワイト・シスターにプロデュースを依頼される。そのような経緯もあり、同年グレッグはエンジェルを再結成して活動を再開する。後にグレッグはエンジェルをジェフリアに改名、スタジオ・アルバム『美伝説』（Giuffria）でデビューする。その後、ディープ・パープルのツアーのオープニングアクトに抜擢され、知名度を高めた。
収録曲のひとつであった「コール・トゥ・ザ・ハート」は全米15位まで上りつめ、セールスは良好であった。一方でボーカルのデイヴィッド・グレン・アイズレー（オリヴィア・ハッセーの夫で、女優インディア・アイズリーの父親）の声質と歌い方がジャーニーのスティーヴ・ペリーと酷似していたことや、楽曲も模倣だと揶揄す声も少なくなかったが、ジャーニーとは違う新鮮なサウンドを取り入れていたため、評価は良かった。
しかし、クレイグ・ゴールディとチャック・ライトが脱退。クレイグはディオに、チャックはクワイエット・ライオットに加入した。メンバーを補充して1986年に発表したセカンド・アルバム『シルク&スティール』は「ジャーニーの完全な真似」と酷評されヒットせず、すぐにMCAレコードとの契約も解除。沈黙が続き、翌1987年にジェフリアは解散する。
グレッグなどメンバーの何人かはその後、以前から親しかったキッスのジーン・シモンズの支援もあり、1988年にハウス・オブ・ローズを結成している。他のメンバーも有名バンドやバッキング演奏などの仕事を得ていった。
結果的に、ジェフリアは実力は高かったものの一流バンドになれなかった不遇バンドとも言われる。
エンジェルはその後、実業家として成功したグレッグを除いて再結成、現在も活動している。

## メンバー
- デイヴィッド・グレン・アイズレー (David Glen Eisley) – ボーカル、ギター、ハーモニカ (1983年–1987年、2015年)
- クレイグ・ゴールディ (Craig Goldy) – ギター、バック・ボーカル (1983年–1985年、2015年)
- アラン・クリガー (Alan Krigger) – ドラム、パーカッション (1984年–1987年、2015年)
- グレッグ・ジェフリア (Gregg Giuffria) – キーボード、シンセサイザー、ショルダーキーボード、ピアノ、バック・ボーカル (1983年–1987年)
- ラニー・コードラ (Lanny Cordola) – ギター (1985年–1987年)
- リック・ボゾ (Rick Bozzo) – ベース (1985年–1986年)
- デヴィッド・サイクス (David Sikes) – ベース (1986年–1987年)
- チャック・ライト (Chuck Wright) – ベース、バック・ボーカル (1983年–1985年、1987年)
- ケン・メアリー (Ken Mary) – ドラム、パーカッション (1987年)

## ディスコグラフィ

### スタジオ・アルバム
- 『美伝説』 - Giuffria (1984年、MCA)
- 『シルク&スティール』 - Silk + Steel (1986年、MCA)

### シングル
- 「コール・トゥ・ザ・ハート」 - "Call to the Heart" (1984年)
- "Do Me Right" (1984年) ※プロモ
- 「ロンリー・イン・ラヴ」 - "Lonely in Love" (1985年)
- 「アイ・マスト・ビー・ドリーミング」 - "I Must Be Dreaming" (1985年)
- "Love You Forever" (1986年)

### 映像作品
- 『ジャパン・ツアー'85』 - Japan Tour '85 (1985年、東映ビデオ)

### 参加コンピレーション・アルバム
- Gotcha! OST (1985年、MCA)